# Australosymmerus stigmaticus
Australosymmerus stigmaticus är en tvåvingeart som först beskrevs av Philippi 1865.  Australosymmerus stigmaticus ingår i släktet Australosymmerus och familjen hårvingsmyggor. Inga underarter finns listade i Catalogue of Life.